# Cyberpsychologia
Cyberpsychologia – dział psychologii obejmujący wszystkie zagadnienia psychologiczne związane lub będące pod wpływem pojawiającej się technologii. Cyberpsychologia to nauka o ludzkim umyśle i zachowaniu w kontekście interakcji człowieka z technologią. Główny nurt badań z tego zakresu koncentruje się na wpływie Internetu i cyberprzestrzeni na psychikę jednostek i grup. Najpopularniejsze tematy dotyczą: zarządzania tożsamością online, typów osobowości w cyberprzestrzeni, reakcja przeniesieniowa w stosunku do komputerów, uzależnienie od komputera i Internetu, zachowania regresywnego w cyberprzestrzeni, zmian płci w sieci itd.
Podczas gdy statystyczne i teoretyczne badania na tym polu dotyczą używania Internetu, cyberpsychologia obejmuje także np. badania psychologicznych aspektów cyborgów, sztucznej inteligencji i rzeczywistości wirtualnej. Choć niektóre z tych tematów mogą się wydawać tematem science fiction, szybko stają się one naukowymi faktami, co potwierdzają interdyscyplinarne podejścia łączące pola biologii, inżynierii i matematyki. Zakres cyberpsychologii pozostaje otwarty na ulepszenia, jak i nowe zastosowania jak np. zaburzenia psychiczne związane z postępem technologicznym.

## Cyberpsychologia w Polsce
Pierwszą organizacją akademicką w Polsce skupiającą się na tematyce cyberpsychologii jest Koło Naukowe Cyberpsychologii Uniwersytetu Warszawskiego. 